# Amestec carburant
Amestecul Carburant 
La motoarele cu aprindere prin scânteie în 4 timpi:
Acest motor folosește ca și combustibil benzina,amestecul carburant este format din benzină si aer.În funcție de cantitatea de aer avem următoarele tipuri de amestec carburant:
1.Amestec sărăcit: unde cantitatea de benzină e mică si e folosită in special cand motorul este la relanți.
2.Amestec normal: (1 L benzină si 15 L aer,acesta la comprimare devine lichid).
3.Amestec îmbogățit: este necesar când motorul lucrează în suprasarcină și are nevoie de putere (când este supraîncărcat,când urcă pante mari, 1L de benzină la 13 L de aer).
Aceste motoare fiind de viteză,amestecul carburant se formează cu ajutorul carburatorului fie direct în galeria de admisie,la motoarele cu injecție de benzină,monopunct (injecție în fiecare cilindru) sau multipunct (un singur injector).
La motoarele cu aprindere prin comprimare în 4 timpi: 
Toate motoarele cu aprindere prin comprimare se autoaprinde (din cauza temperaturii ridicate).La motoarele mari amestecul carburant se formează într-o antecameră care apoi este pompat forțat în camera de ardere printr-o pompă suplimentară de compresie (la capătul cursei datorită presiunii mari si a temperaturii create,amestecul carburant se autoaprinde).
Informații suprimentare:Toate motoarele în 2 timpi sunt pe benzină,iar în 4 timpi pe motorină.Fumul negru indică ardere incompletă,pierdere de ulei.La motoarele prin comprimare (fără bujie - este aceea ce produce scânteia și aprinde amestecul) arderea este una lentă, fără explozie.